# Prêmio Bravo (México)
Bravo é uma premiação mexicana que condecora anualmente profissionais do ramo artístico desde 1991. Criada pela atriz Silvia Pinal, sob a presidência da associação Rafael Banquells, foi presidida originalmente por Emilio Azcárraga Milmo.